# The Imperfect Lady
The Imperfect Lady (Brasil: O Meu Pecado / Portugal: A Mundana) é um filme estadunidense de 1947, do gênero drama, dirigido por Lewis Allen e estrelado por Ray Milland e Teresa Wright. Este é o primeiro dos dois filmes que a dupla central protagonizou no ano. O outro é The Trouble with Women.

## Sinopse
Clive Loring, membro do Parlamento, e a cantora do music hall Millicent Hopkins apaixonam-se, na Londres dos anos 1890. O irmão de Clive interpõe-se entre os dois e ela acaba presa como prostituta. Clive, por sua vez, é acusado de um crime que não cometeu e somente Millicent pode inocentá-lo.

## Elenco
| Ator/Atriz           | Personagem        |
| -------------------- | ----------------- |
| Ray Milland          | Clive Loring      |
| Teresa Wright        | Millicent Hopkins |
| Sir Cedric Hardwicke | Lord Belmont      |
| Virginia Fields      | Rose Bridges      |
| Anthony Quinn        | Jose Martinez     |
| Reginald Owen        | Senhor Hopkins    |
| Melville Cooper      | Lord Montglyn     |
| George Zucco         | Mallam            |